# Chaenopsis ocellata
Chaenopsis ocellata es una especie de pez del género Chaenopsis, familia Chaenopsidae. Fue descrita científicamente por Poey en 1865.
Se distribuye por el Atlántico Occidental: sureste de Florida, EE. UU. y las Bahamas hasta Cuba. La longitud total (TL) es de 12,5 centímetros. Habita en aguas turbias costeras. Puede alcanzar los 5 metros de profundidad.
Está clasificada como una especie marina inofensiva para el ser humano.